# Friedhof Eitzendorf

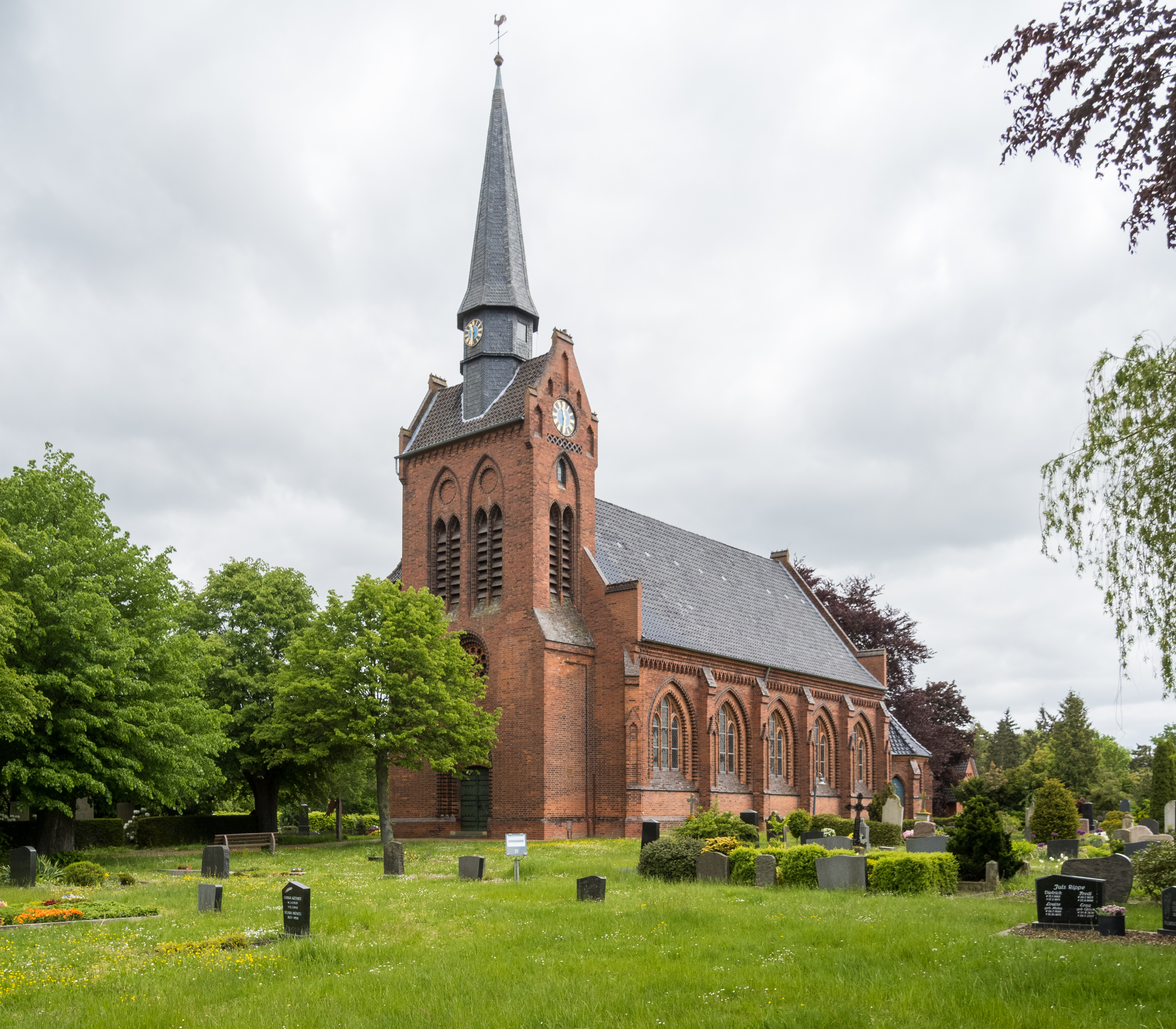
Die neugotische St. Georgs-Kirche mit dem Friedhof (2023)

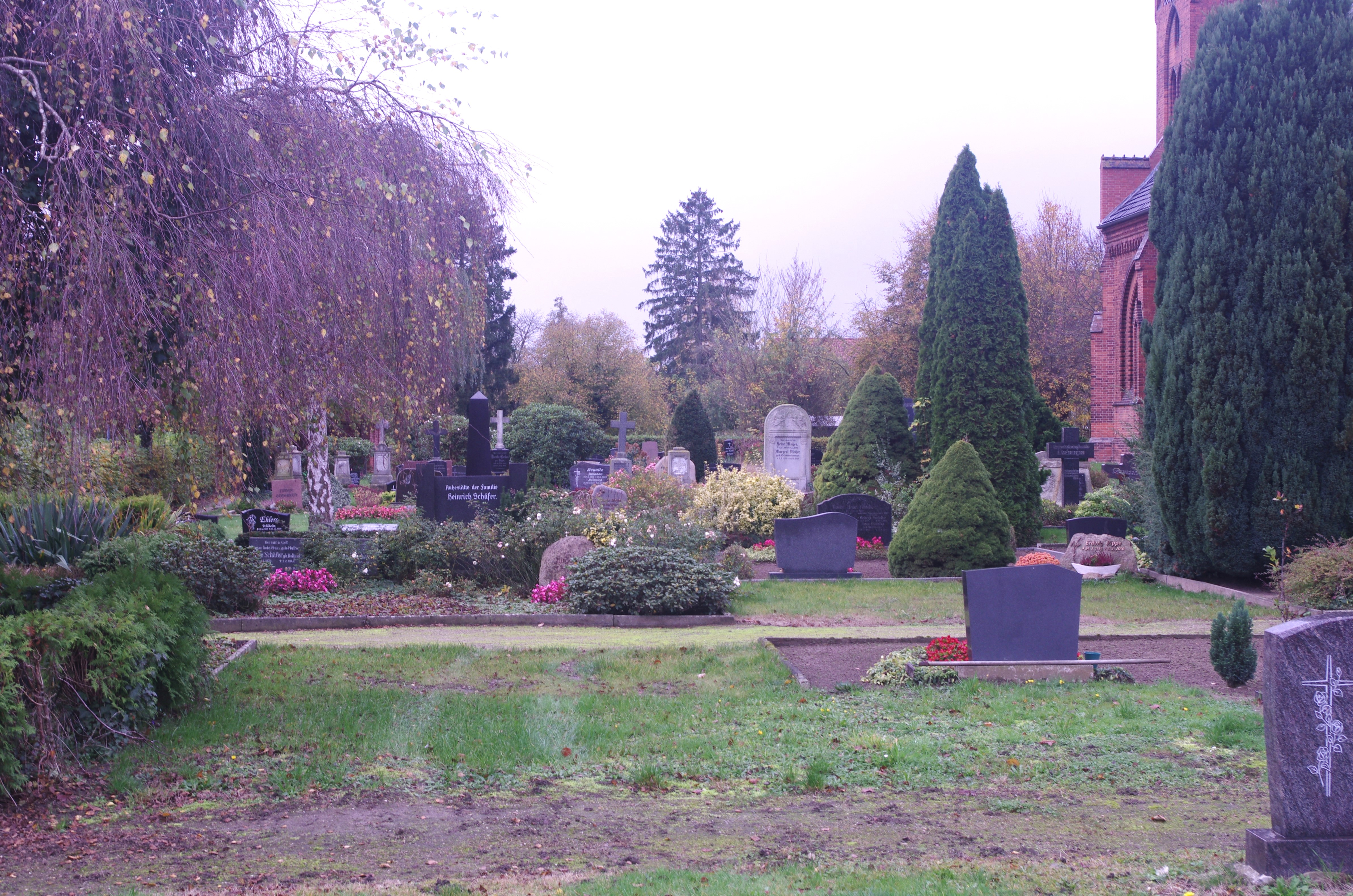
Friedhof Eitzendorf (2024)

Der Friedhof Eitzendorf befindet sich in Eitzendorf, einem Ortsteil der Gemeinde Hilgermissen in der Samtgemeinde Grafschaft Hoya im niedersächsischen Landkreis Nienburg/Weser.

## Beschreibung
Der durch eine Hecke eingefriedete Kirchhof umgibt die neugotische St. Georgs-Kirche, die 1866/67 erbaut wurde. Einige Grabsteine vom Ende des 19. Jahrhunderts und gusseiserne Grabkreuze sowie teils alter Baumbestand sind auf dem seit 1669 belegten Kirchhof erhalten. Er ist ca. 110 m lang und maximal ca. 70 m breit und wird bis heute belegt.